# Магнус II
Магнус II Харалдсон (на старонорвежки: Magnús Haraldsson; на норвежки: Magnus II или Magnus Haraldsson), (1048 – 28 април 1069), е крал на Норвегия от 1066 до 1069 г. Управлява съвместно с брат си Олаф III.
Още съвсем млад в периода 1056 – 1058 г. участва в похода на норвежкия флот в Ирландско море, а в 1062 г. и в голямата морска битка с датчаните при река Нисан, в която датският крал Свен II едва успява да се спаси.
В 1066 г. баща му Харалд Хардроде преди да замине на последния си боен поход в Англия, го провъзгласява за крал. След гибелта на баща му в този поход, Магнус доброволно разделя властта си с брат си, като той управлява Северна Норвегия, а Олаф – източните части на страната.
През 1069 г. Магнус се разболява от отровен хляб, омесен от зърна поразени от мораво рогче, вид паразитна гъба по житните култури, и умира.
Магнус оставя син Хокон Магнусон, който е роден през 1068 г. или в годината, когато Магнус умира – 1069 г.